# Дом Игумнова (Москва)
До́м купца́ Игу́мнова — московский архитектурный памятник, выполненный в русском стиле. Расположен в районе Якиманка на улице Большая Якиманка. Построен в 1895 году по проекту архитектора Николая Поздеева. Здание использовалось для различных нужд, с 1979 года в нём располагается резиденция посла Франции в России. Особняку присвоен статус объекта культурного наследия России.

## История

### Строительство

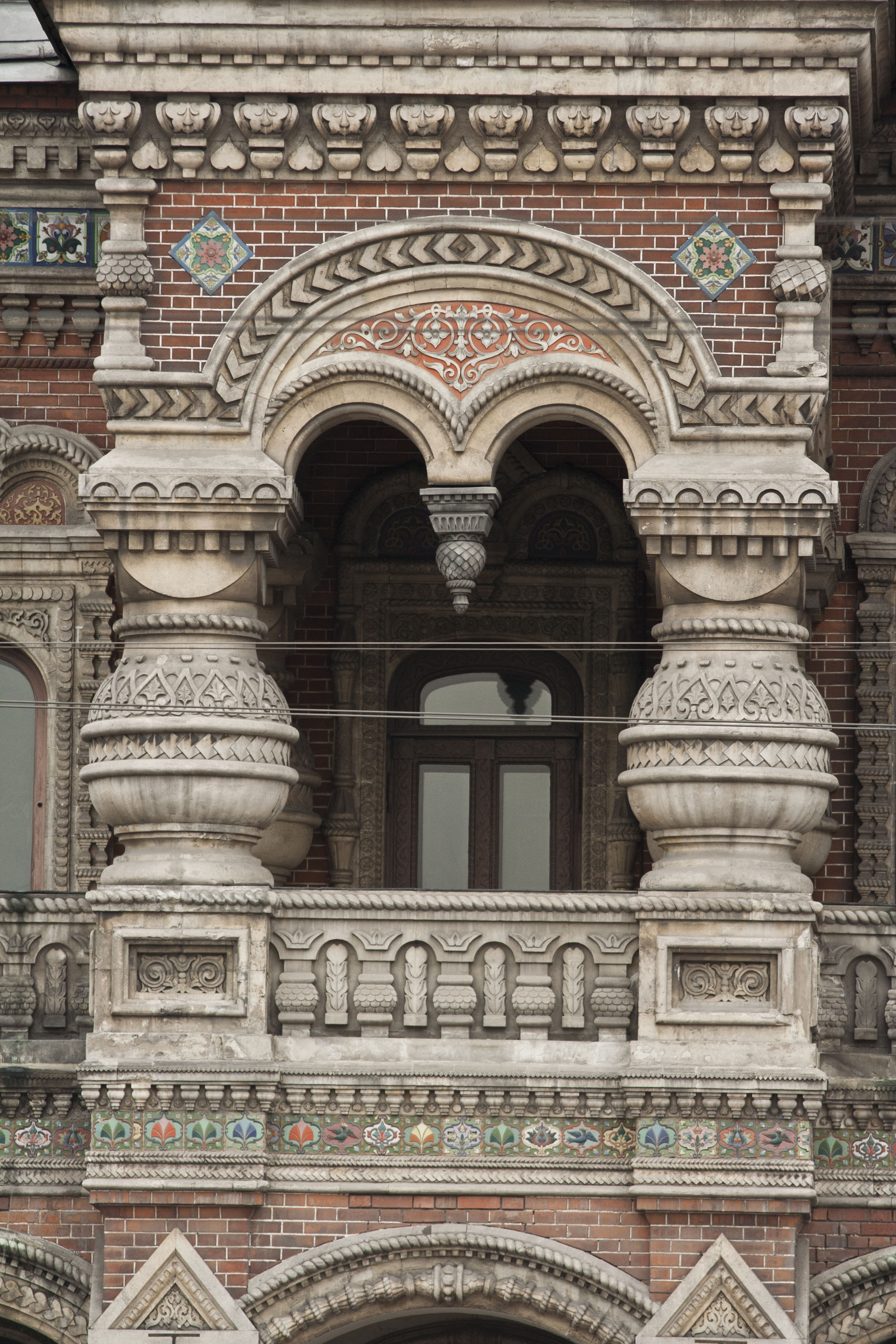
Фасад дома Игумнова до реставрации, 2008 год

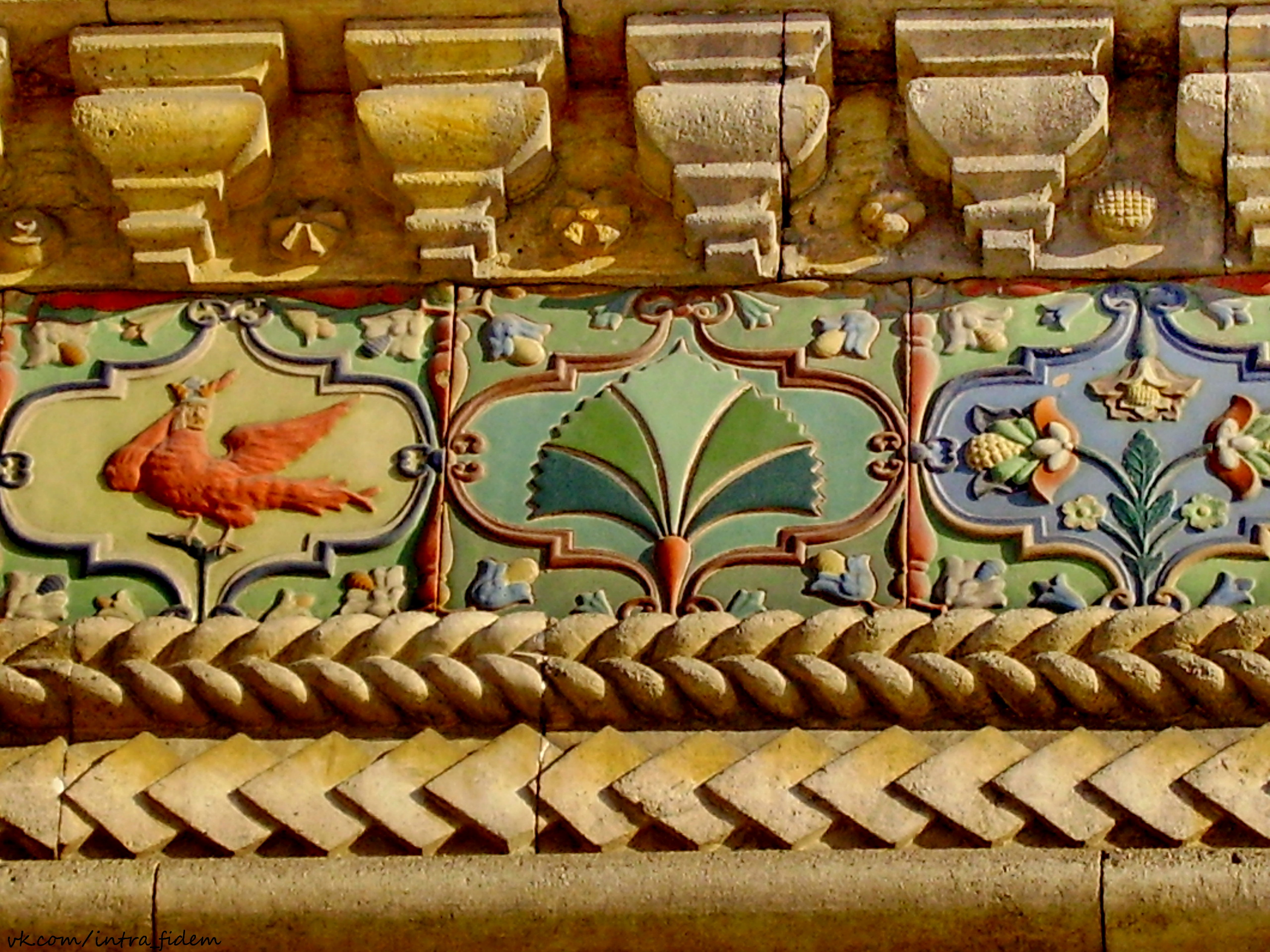
Фарфоровые изразцы на фасаде здания, 2010 год

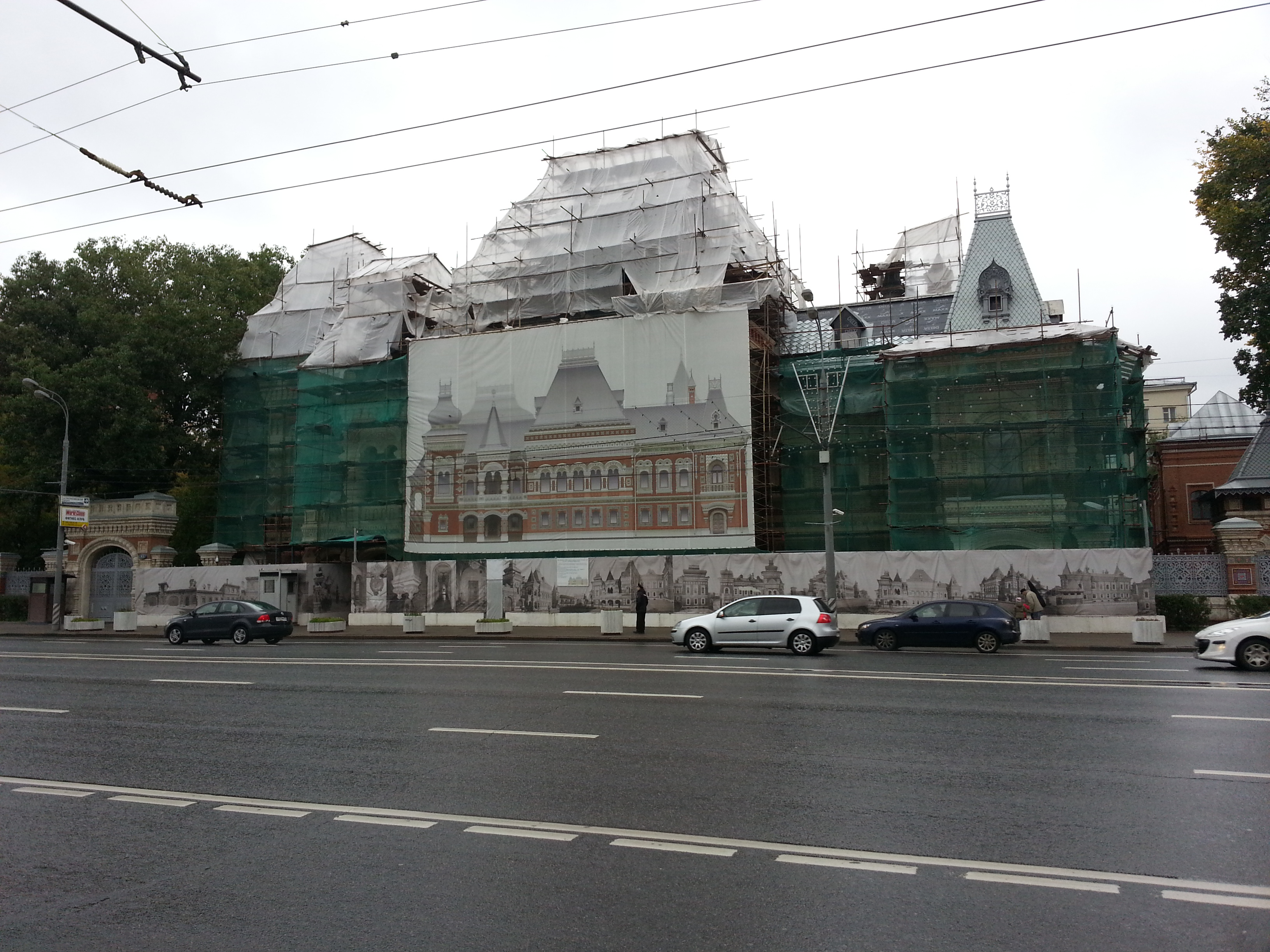
Реставрация особняка Игумнова, 2013 год

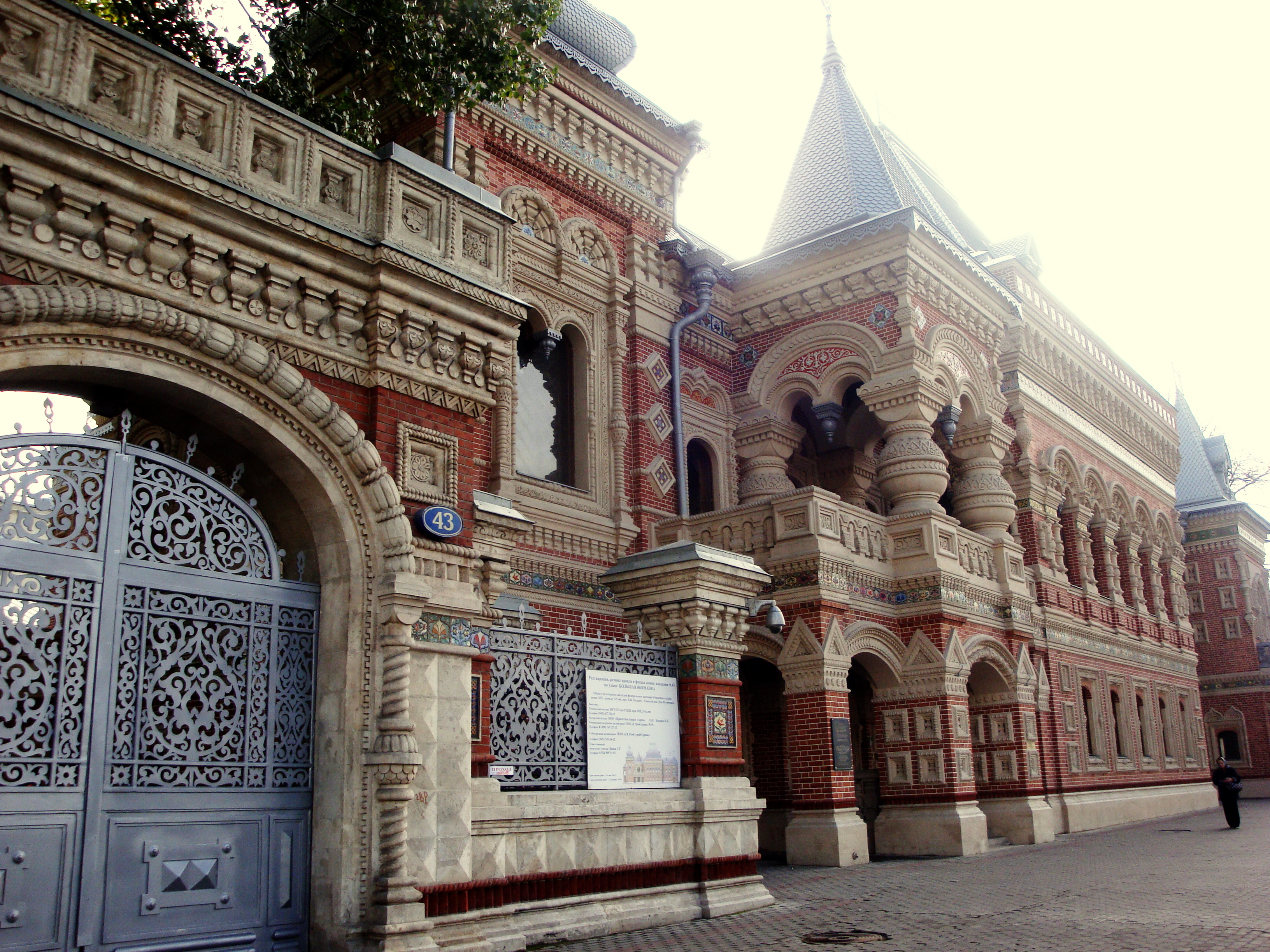
Узорчатые ворота и главный вход в особняк, 2014 год

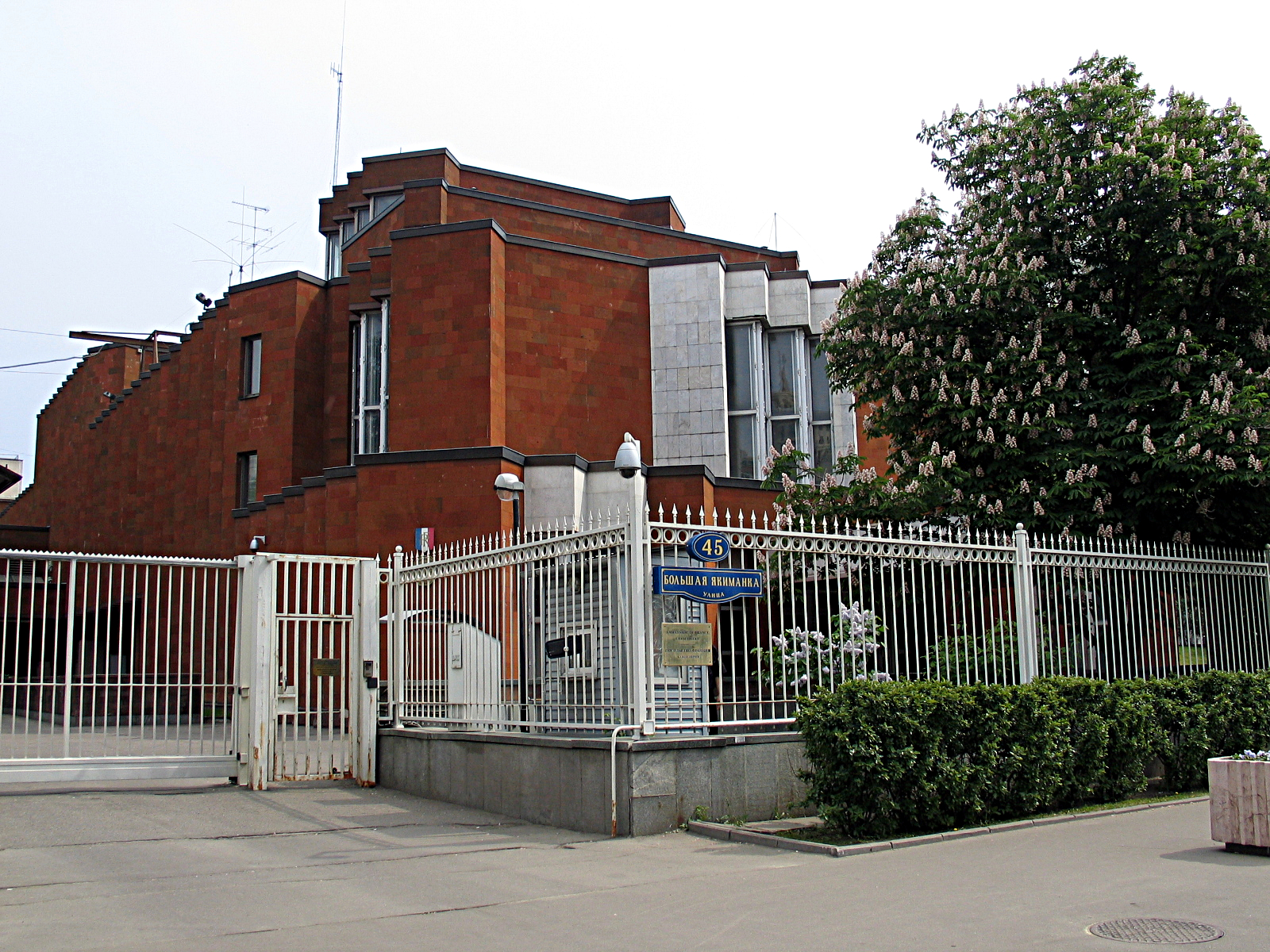
Здание канцелярии французского посольства по адресу Большая Якиманка, 45, 2010 год

В 1851 году семья ярославских купцов Игумновых приобрела участок, расположенный в Замоскворечье в конце Якиманки. Земля и стоящий на ней деревянный дом, построенный после пожара 1812 года, ранее принадлежали купцу второй гильдии Николаю Лукьянову. Документы на покупку участка были оформлены на имя купчихи Веры Игумновой. 
В 1888 году Николай Игумнов, директор и владелец Ярославской Большой мануфактуры, унаследовал землю на Большой Якиманке. В том же году он подал прошение о возведении каменной постройки на месте старого деревянного дома. В то время Якиманка была далеко не лучшим районом Москвы, и Игумнов мог выбрать для проживания куда более удобное и престижное место — однако он решил возводить свой дом на Якиманке, чтобы никогда не забывать, где его корни и откуда он вышел. 
Для строительства особняка купец пригласил Николая Поздеева, занимавшего должность городского архитектора в Ярославле. Работавший в стиле русской эклектики, он также прославился в жанре церковного зодчества.
В 1893 году начальник проекта Николай Поздеев умер от туберкулёза. До окончания строительства в 1895 году возведением особняка руководил его брат Иван. Вместе с архитектором Петром Бойцовым Иван Поздеев также оформлял внутренние интерьеры дома.
По неофициальной версии, Игумнов потратил на возведение особняка около одного миллиона рублей. Кирпич выписывался из Голландии, а многоцветные керамические изразцы для оформления фасада были изготовлены на фарфоровом заводе Кузнецова.

### Советские годы
После революции 1917 года Игумнов добровольно передал дом в собственность советской власти. До 1925 года в здании располагался клуб фабрики «Гознака». В конце этого же года Генеральный секретарь ЦК ВКП(б) Иосиф Сталин распорядился открыть в доме Игумнова первый в Советском Союзе Институт переливания крови. После смерти в ходе неудачного эксперимента первого директора института Александра Богданова здание было передано в распоряжение Института мозга. С 1938 года дом Игумнова использовался для нужд французского посольства. В 1979 году после переезда посольства в новое здание канцелярии на Большой Якиманке 45 особняк стал официальной резиденцией послов Франции.

### Современность
В 2007 году главное управление по обслуживанию дипломатического корпуса при МИД России совместно с посольством Франции объявили о планах реконструкции дома Игумнова. Стоимость реставрации была оценена экспертами в 20 миллионов долларов.
Реконструкция была намечена на 2008 год. В 2010-м начались реставрационные работы по восстановлению внешнего фасада и ограды здания. Сложности возникли при работе с фарфоровыми изразцами. Керамические детали фасада с незначительными дефектами реставрировались на месте, утраченные и сильно повреждённые фрагменты заменялись новыми, изготовленными по аналогам. Внешний изразцовый декор был расчищен и укреплен с помощью специальных химических составов. Участки шпиатровой кровли, не подлежащие реставрации, заменялись аналогичным по цвету покрытием из цинка-титана. По старым фотографиям были воссозданы декоративные навершия шатров кровли.
Реставрационные работы завершены в 2014 году. В рамках конкурса Правительства Москвы на лучший проект в области сохранения и популяризации объектов культурного наследия «Московская реставрация» особняк стал лауреатом в номинации «За лучший проект реставрации».
На 2017 год в особняке проживали посол и некоторые сотрудники французской дипломатической миссии в России. Большую часть года здание закрыто для посещений. Периодически в нём проводятся официальные мероприятия или экскурсии в рамках изучения горожанами архитектурных памятников Москвы.

## Архитектура и интерьер
Дом Игумнова — последняя работа Николая Поздеева. Внешний облик и внутреннее убранство особняка сочетают в себе русский стиль и классицизм.
Фасады здания выполнены в духе русской архитектуры XVII века и передают обобщённый образ боярского терема. Наружный декор архитектурного памятника отсылает к облику ярославских церквей и собора Василия Блаженного. В стилистике особняка присутствуют элементы резьбы по дереву, белому камню, металлическая ковка и литье, живопись на сводах и элементы кирпичной фигурной кладки. Архитектурный ансамбль здания представлен островерхими шатрами, арками в форме сводов и колоннами.
Стены особняка были сделаны из красного кирпича, изразцы украшены многоцветной мозаикой, а окна окантованы московским белым камнем. Для укладки кровли использовался давленый под черепицу шпиатр и керамические детали. Узорная решетка ворот напоминает по технике изготовления просечные металлические подзоры карнизов.
Дом Игумнова выделялся отсутствием стилевого единства между внешним обликом здания и его интерьерами. Внутри особняк украшен гобеленами и мебелью XVII—XVIII веков.
В здании насчитывается около 40 комнат. У главного входа расположен аванзал с парадной лестницей и многоцветным орнаментом на стенах. На стенах Большой гостиной висят два фламандских гобелена XVII века, изображающих аллегорические сцены. Аванзал и Большая гостиная формируют начало анфилады, ведущей в Малую гостиную и Малую столовую. Последнее помещение изначально использовалось обитателями особняка как гостиная, предназначенная для приёма посетителей дочери Игумнова. Отделка Малой гостиной близка стилю Людовика XV. Помещения второго этажа оформлены в стиле модерн.
Критик Владимир Стасов высоко оценил особняк в своих письмах к писателю Льву Толстому . Тем не менее в конце XIX века искусствоведы и архитекторы негативно отзывались о последней работе Поздеева за её массивность и чрезмерную эклектичность.

## В городских мифах
- Согласно одной из городских легенд, Николай Поздеев совершил самоубийство, так как Игумнов отказался покрывать дополнительные расходы на строительство, превысившие первоначальную смету. Спасаясь от долгов, архитектор застрелился и проклял особняк и его обитателей[4].
- По популярной легенде, купец построил особняк, чтобы жить в нём со своей любовницей — танцовщицей Варварой, но затем заподозрил её в измене и замуровал девушку в стенах здания[15].
- На одном из торжественных приёмов, проводившихся в особняке, Игумнов решил удивить гостей и выложил пол в парадной комнате золотыми монетами с изображением профиля Николая II. Слухи об этом предположительно дошли до самого императора, сославшего Игумнова в Абхазию[25].